# Stephan Buchkremer
Stephan Buchkremer (* 24. Februar 1901; † 16. Juni 2000) war ein deutscher Elektroingenieur und Gründer der Aachener Domwache.
Stephan Buchkremer war der Sohn des Aachener Dombaumeisters Joseph Buchkremer und Bruder von Joseph Ludwig Buchkremer, dem späteren Weihbischof des Bistums Aachen.
Stephan Buchkremer besuchte das Kaiser-Karls-Gymnasium in Aachen und studierte Physik und Elektrotechnik an der
RWTH Aachen, wo er 1938 zum Dr.-Ing. promoviert wurde. Im Jahr 1937 erhielt Stephan Buchkremer auf der Weltausstellung von Paris eine Goldmedaille. Ihm war es gelungen, eine Milliardstelsekunde messbar zu machen.
Stephan Buchkremer gründete 1941 die Feuerlöschgruppe Dom (Domwache), um den Aachener Dom vor dem Bombenkrieg des Zweiten Weltkrieges zu schützen. Buchkremer war vor der Machtergreifung der Nationalsozialisten in der Bündischen Jugend (u. a. im Deutschen Pfadfinderbund) aktiv und leitete nach deren Verbot die Gruppe Grenzdeutsche Jungenschaft in der Illegalität bis zu ihrer zwangsweisen Auflösung.
Buchkremer heiratete nach dem Ende des Zweiten Weltkrieges Adelheid Collette, die er als erstes Mitglied der Domwache geworben hatte. Nach dem Krieg war Buchkremer Geschäftsführer der Kölner Hochspannungsgesellschaft.
Zusammen mit seiner Frau wurde Buchkremer am 2. Juni 1987 mit dem Verdienstorden des Landes Nordrhein-Westfalen ausgezeichnet.
Am 9. September 1995 erhielt er von Oberbürgermeister Jürgen Linden das Bundesverdienstkreuz 1. Klasse unter anderem für seine Verdienste um die Erhaltung des Aachener Doms sowie die Sicherung kulturhistorischer Werte überreicht.
Stephan Buchkremer fand seine letzte Ruhestätte auf dem Westfriedhof II in Aachen.